# Calliandra chotanoana
Calliandra chotanoana là một loài thực vật có hoa trong họ Đậu. Loài này được Harms miêu tả khoa học đầu tiên năm 1921.